# Obus
Pour les articles homonymes, voir Obus (homonymie).

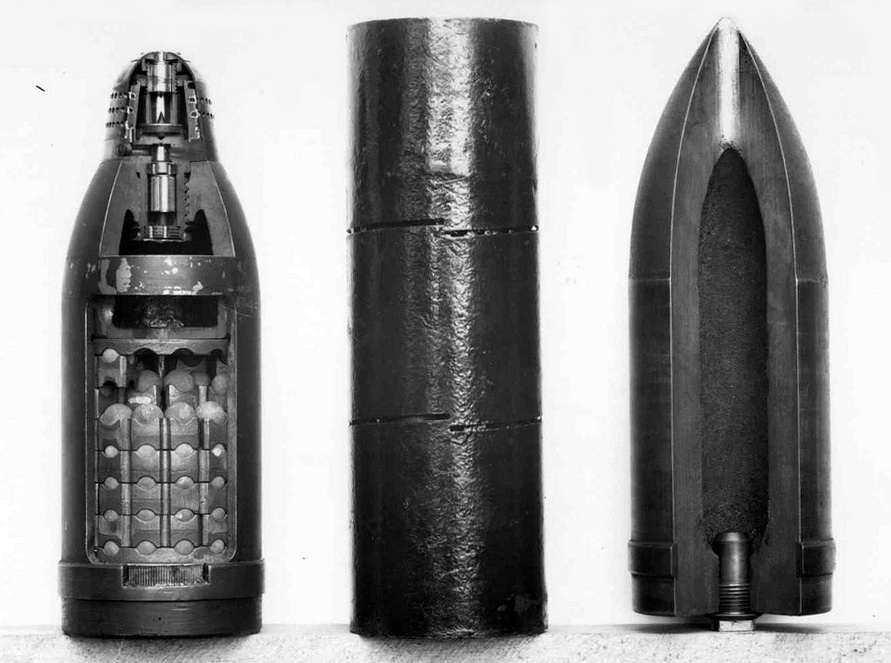
Vue en éclaté de trois types d'obus de la Première Guerre mondiale (Shrapnel, en tube à fragmentation, classique). Objets pédagogiques destinés à la formation des militaires américains.

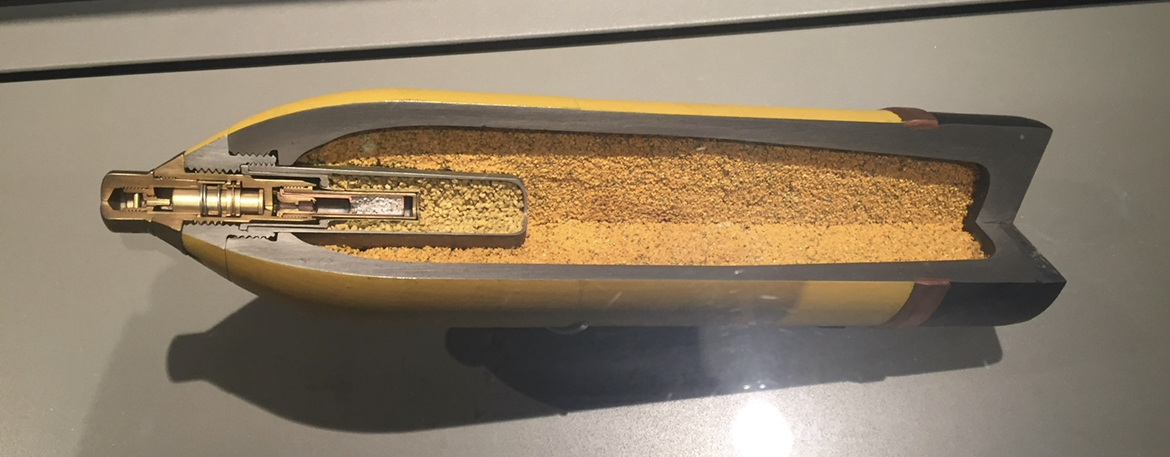
Un obus explosif de 75 mm en coupe avec sa fusée percutante conservé au musée de l’Armée.

Un obus est un projectile creux, de forme cylindrique terminé par un cône, rempli de matière explosive. C'est une munition tirée par un canon. La partie supérieure d'un obus se nomme la cloche.

## Historique

### Les premiers obus
La première mention d’un projectile explosif date de 1421. Utilisé par les Vénitiens, il est composé de deux hémisphères en bronze remplis de poudre à canon et assemblés à l'aide d'un cercle de fer. La fusée est une mèche rapide insérée dans un tube traversant l’un des hémisphères et allumée par la combustion de la charge propulsive lors du tir. Cet obus primitif, appelé granata, du nom du fruit du grenadier qu’il évoque, est tiré à l’aide d’un mortier, une activité dangereuse du fait de l’imperfection du joint entre les deux hémisphères pouvant entraîner l’explosion de l’obus lors du tir. C’est probablement pour cette raison que son utilisation semble être restée longtemps marginale.
L’amélioration des fusées à partir de la seconde moitié du XVIIe siècle rend l’obus plus populaire. Dans le même temps est inventé en 1672 à Münster le premier obus incendiaire. Dit « carcasse », celui-ci est une armature en fer remplie d’un mélange de salpêtre, de soufre, de térébenthine, de résine et de suif et entourée de tissu et de corde. Le premier obus fumigène, contenant salpêtre, charbon, résine, sciure, soufre, antimoine et goudron, apparaît également à cette époque.
Pendant le siège de Gibraltar, les Britanniques ont l’idée de régler les fusées de leurs obus afin de les faire exploser en vol. Partant de ce principe, Henry Shrapnel conçoit en 1784 un obus rempli de balles de mousquet. La charge de poudre est juste suffisante pour ouvrir l’obus en vol, les balles tirant leur vitesse non de l’explosion, mais du mouvement de l’obus. Malgré cette innovation, les projectiles d’artillerie – et l’artillerie en général – évoluent peu par rapport aux armes d’infanterie, de sorte que les secondes surclassent les premières, notamment en termes de portée, jusque dans la deuxième moitié du XIXe siècle.

### Évolutions duXIXesiècle
Dans les années 1850, William Armstrong introduit plusieurs innovations, dont certaines existent déjà depuis plusieurs décennies sur les armes portatives. L’obus sphérique laisse ainsi la place à l’obus cylindrique à nez rond et est adapté aux canons rayés soit en le recouvrant de plomb, qui, plus ductile que le fer, peut prendre la forme des rayures lors du tir, soit, pour les canons se chargeant par la bouche, grâce à des ergots de cuivre placés sur l’enveloppe de l’obus et s’engageant dans les rainures. L’évolution de la forme de l’obus nécessite d’adapter l’obus shrapnel, ce qui est fait par Edward Boxer vers 1870.
Le développement des navires cuirassés à partir de 1859 entraîne celui des obus perforants dans les années 1860. La métallurgie de l’acier n’étant pas encore assez mature pour cet usage, William Palliser invente l’obus Palliser : lors du coulage de la carcasse, le moule est maintenu froid au niveau du nez, ce qui rend celui-ci particulièrement dur. Les fusées évoluent également : outre des améliorations de la fusée à temps réalisées par Boxer, la fusée percutante, qui se déclenche à l’impact, apparaît dans la deuxième moitié du XIXe siècle. Un autre progrès important est l’adaptation dans les années 1870 de la cartouche métallique à l’artillerie, qui permet d’augmenter la cadence de tir.
L’obus bénéficie aussi des progrès de la chimie, avec le remplacement de la poudre noire par la poudre sans fumée pour la propulsion et des explosif plus puissants pour la charge utile comme la lyddite chez les Britanniques ou le trinitrotoluène chez les Allemands. Les progrès dans la métallurgie à la fin du XIXe siècle permettent également d’améliorer les obus perforants.

### Évolution des deux guerres mondiales
La Première Guerre mondiale met l’artillerie et l’obus au centre de la guerre. Les besoins colossaux, plusieurs milliers d’obus par jour pour chaque belligérant, requièrent le développement et l’amélioration des chaînes de production. Du point de vue technologique, le conflit entraîne l’apparition de l’obus traçant afin de faciliter le ciblage des aéronefs, de l’obus chimique, de l’obus éclairant et de l’obus au phosphore, qui allie les capacités fumigène et incendiaire.
Après la guerre, la réduction du financement militaire limite les nouveaux développements et les efforts sont principalement consacrés à perfectionner l’existant. L’obus shrapnel, qui s’est montré peu efficace durant le conflit, est abandonné et l’obus explosif devient le projectile standard de l’artillerie dans les années 1930.
Néanmoins, le développement des chars au cours de la même période rend rapidement obsolète le fusil antichar, faisant reposer l’essentiel de la lutte antichar sur le canon. Cela conduit à l’invention de l’obus à charge creuse et au perfectionnement des obus perforants, notamment avec l’introduction de l’obus sous-calibré à perforateur en tungstène. De son côté, la lutte antiaérienne bénéficie de l’invention de la fusée de proximité en 1942.
Après la Seconde Guerre mondiale, l’obus perd une partie de son utilité, remplacé sur de nombreuses missions par le missile. Néanmoins, l’apparition dans les années 1970 de l’obus guidé, par exemple le M712 Copperhead, lui redonne de l’importance.

## Description

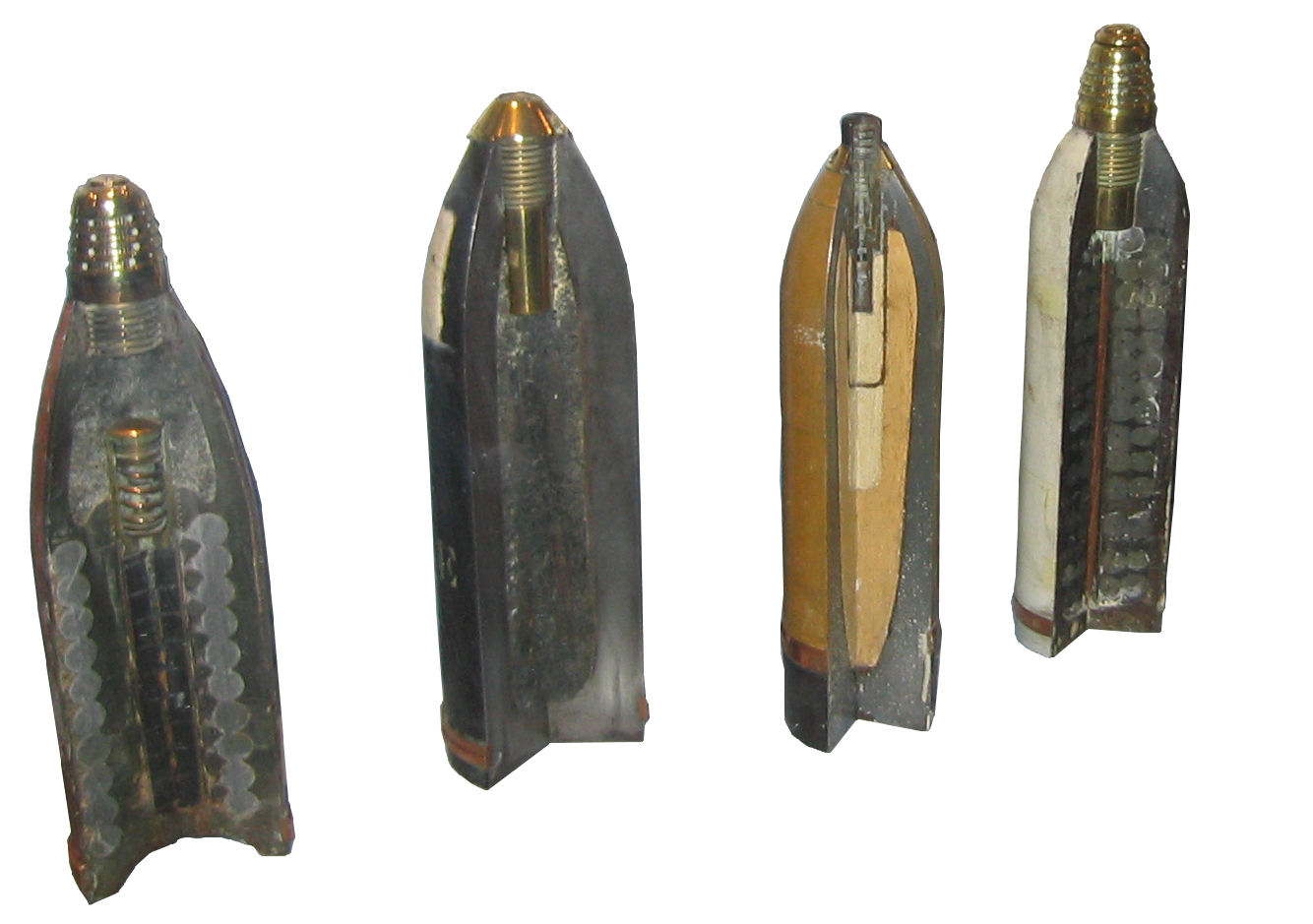
Obus de la Première Guerre mondiale. De gauche à droite : obus de 90 mm à mitraille, de 120 mm incendiaire en fonte modèle 77/14, de 75 mm explosif modèle 16 et de 75 mm à balles modèle 97.

Le mot « obus » vient du mot allemand Haubitze désignant un obusier, il a été utilisé d'abord en français pour désigner le canon lançant les projectiles, puis depuis la fin du XVIIIe siècle pour désigner le projectile plutôt que le canon.
Les armes d'un calibre supérieur ou égal à 20 mm tirent des obus. Destinés aux canons d'attaque, canon anti-aérien ou d'artillerie, les obus sont généralement suffisamment volumineux pour contenir une charge spécialisée, appropriée à un usage particulier.
Les premiers projectiles à charge explosive propulsés au canon ont été expérimentés au Moyen Âge, en Europe et en Chine. Ils ont été perfectionnés ensuite par divers inventeurs, tels le lieutenant britannique Henry Shrapnel en 1784 ou Pierre Choderlos de Laclos qui, lors d'expériences balistiques en 1795, mit au point un boulet creux chargé de matières explosives.
Pour les calibres inférieurs à 20 mm, on parle de balles, même si ces dernières recèlent parfois également une charge spécialisée (notamment en ce qui concerne les armes aéronautiques de faible calibre utilisées au cours de la Seconde Guerre mondiale).

## Stabilisation de l'obus
La précision de tir est primordiale dans la conception d'un système d'artillerie, et c'est pour cette raison que la grande majorité des obus sont mis en rotation sur eux-mêmes depuis 1914 : l’âme rayée du canon leur confère une forte vitesse de rotation autour de leur axe longitudinal. Ceci permet de stabiliser l'incidence de l'obus par effet gyroscopique et d'éviter que cet axe ne s'écarte de la trajectoire souhaitée, et par ailleurs de lui faire présenter un profil asymétrique impliquant une déviation à cause de la résistance de l'air. La vitesse de rotation en sortie de bouche peut aller de 160 à 260 tours par seconde pour un obus de calibre 155 mm. Cet aspect primordial permet d'atteindre de grandes précisions de frappe, par exemple moins de 50 mètres d'incertitude pour un tir à 40 km pour le canon de 155 mm CAESAR en opération concrète sur plusieurs théâtres, à condition de connaître précisément sa propre position et cap à l'aide d'un système de positionnement par satellites.

## Obus guidé
L'électronique moderne permet d'augmenter encore la précision de l'obus. L’intérêt logistique est qu'en touchant plus près sa cible, la masse d'explosif peut être réduite et donc les obus sont moins lourds, facilitant la manutention, le transport et d'une manière générale toute la logistique sur un théâtre. L'obus guidé possède une électronique embarquée lui permettant de se connecter avec un équipement extérieur comme le GPS qui le guide vers la cible. Une autre option est de doter l'obus d'un auto-directeur (infrarouge) le rendant, en théorie, parfaitement furtif et autonome, mais il peut alors être leurré. L'obus guidé possède obligatoirement des actionneurs asservis (ailettes) pour générer les forces aérodynamiques nécessaires aux petites modifications de trajectoire. La rotation autour de son axe de l'obus guidé complexifie beaucoup sa conception, puisque l'incidence est en principe contrôlée dans un obus guidé remettant en cause la technique du spin qui devient alors néfaste.
Le coût de fabrication de l’obus guidé est élevé.

## Obus «sécurisé»
Un des problèmes pratiques rencontré en opération est la sécurité : en effet, le stock d'obus nécessaire est susceptible de détoner à la suite d'un incendie, d'un entreposage déficient, d'un choc violent ou d'une explosion causée par une attaque. L'explosion du cuirassé Liberté en rade de Toulon en 1911, par exemple, est due à un feu ayant causé la détonation des poudres des obus entreposés dans une soute surchauffée et mal ventilée ; de même le naufrage du sous-marin soviétique K-141 Koursk en 2000 est probablement causé par l'explosion accidentelle d'une torpille. Les munitions muratisées permettent de répondre à ce problème. Il s'agit de traiter la charge explosive de l'obus pour éviter qu'elle n'explose intempestivement en cas d'incendie ou d'explosion à proximité. La charge va alors brûler mais sans détoner. Ce procédé, très coûteux, est en général réservé aux cas où les munitions ne peuvent pas être stockées très à l'écart, notamment sur des navires.

## Autres
Les obus de calibre 75 mm utilisés lors de la Première Guerre mondiale pesaient 7 kg.
La précision des obus classiques américains de 155 mm a une marge d’erreur qui peut atteindre 106 mètres autour de la cible à 25 km de distance sur terrain plat (plus de 300 m sont évoqués en terrain montagneux) et un rayon létal d'environ 150 m.
Un obus de 155 mm L15 britannique est rempli de 11,3 kg de RDX.
Des obus atomiques américains et soviétiques furent en service des années 1950 à la fin de la guerre froide.

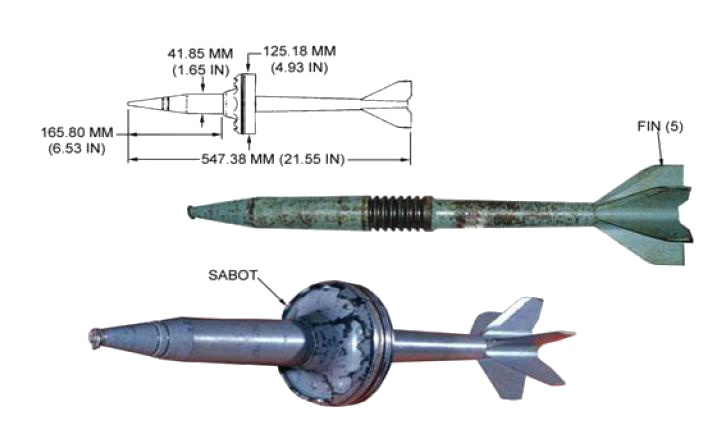
Obus de char de combat soviétique de 125 mm.
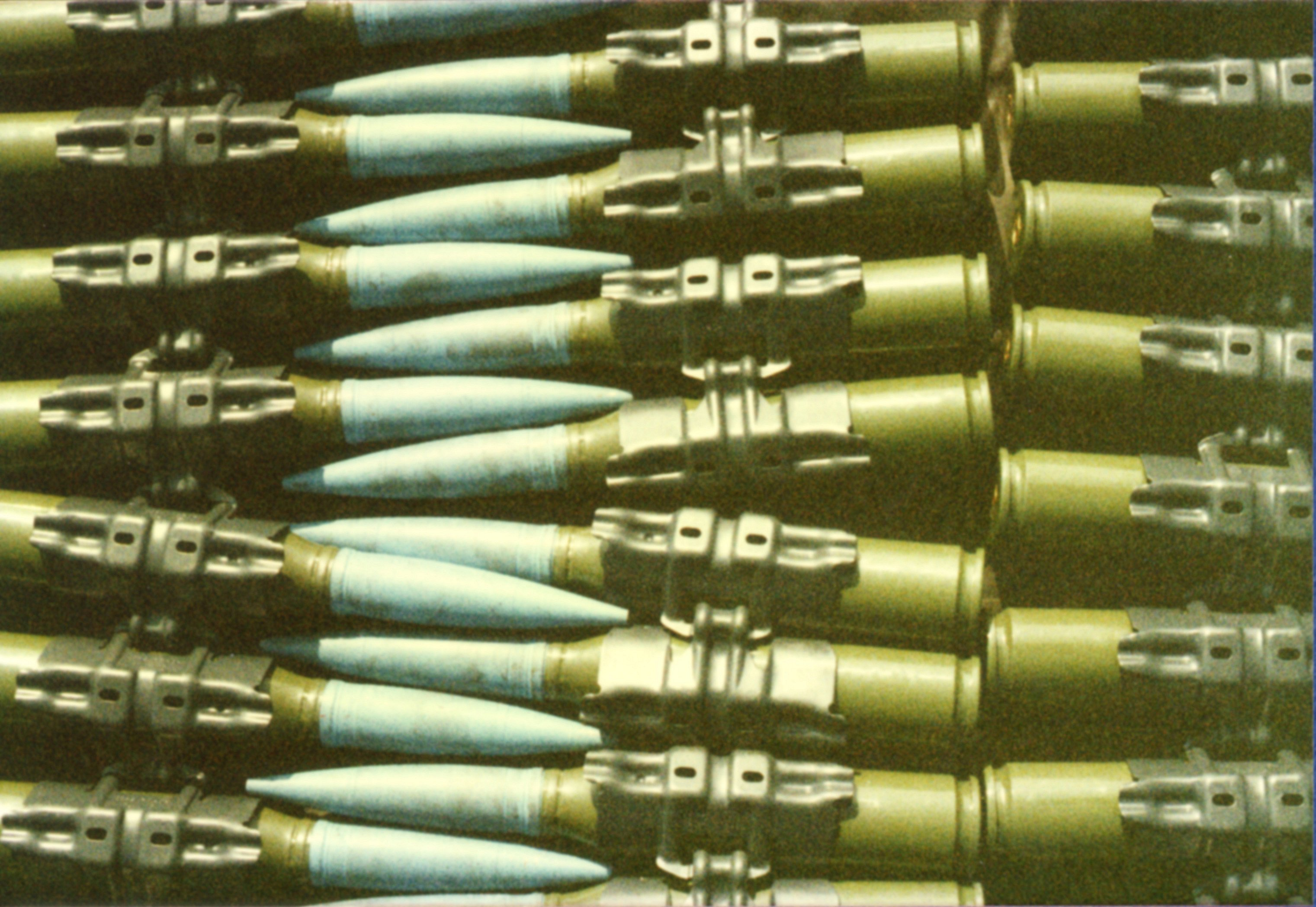
Obus de canon antiaérien de 35 mm allemand des années 1980.
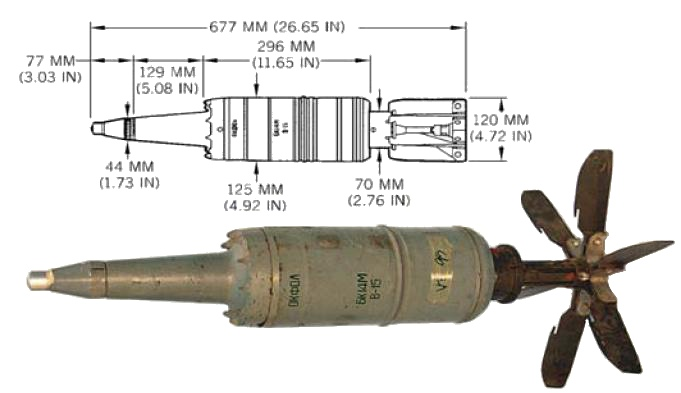
Obus HEAT BK-14 de 125 mm.
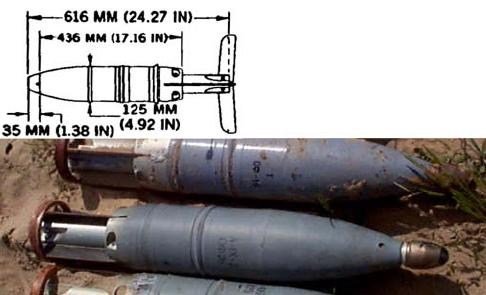
Obus à fragmentation, de char russe de 125 mm, trouvés en Irak.
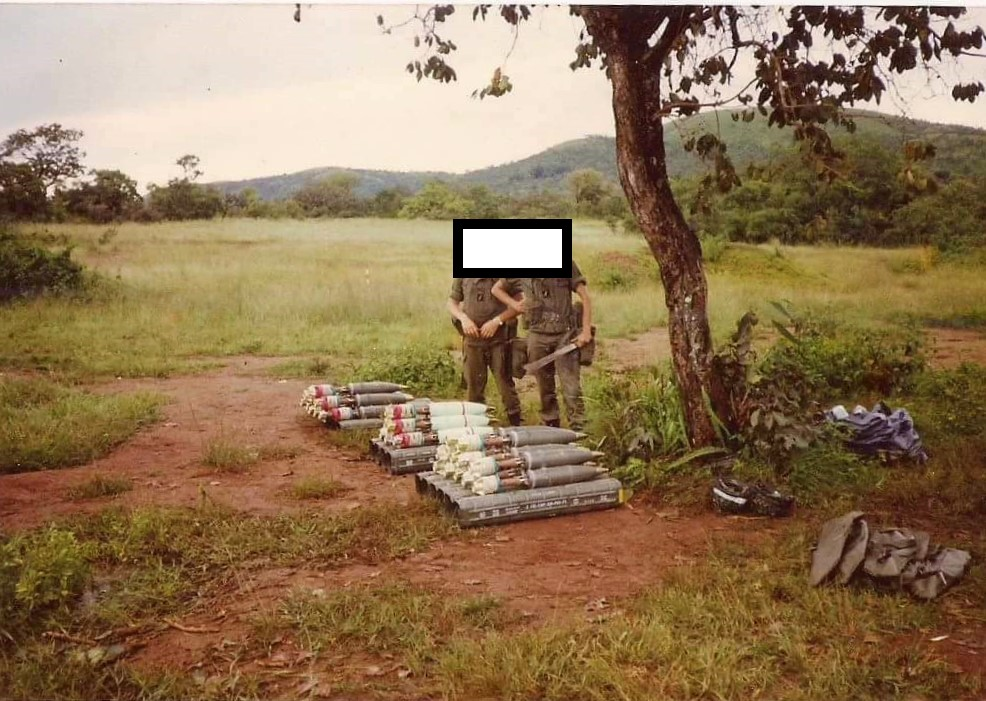
Obus de mortier français de calibre 120 mm explosifs en vert et fumigènes en blanc de MO 120 RT en 1992.

## Obus d'artillerie moderne

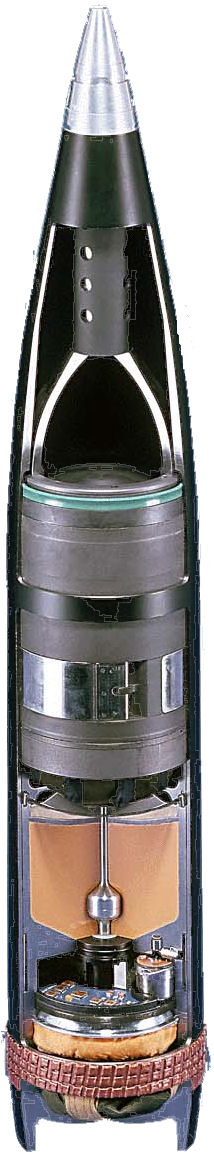
Coupe d'obus allemand SMart de calibre 155 mm avec deux sous-munitions antichars. Certains types d'obus utilisés depuis la toute fin du XXe siècle contiennent autant d'électronique qu'un missile.

Voici la masse des obus d'artillerie occidentaux et soviétiques standard durant la seconde moitié du XXe siècle :
| Calibres      | Poids moyen de l’obus | Poids moyen d’explosif |
| ------------- | --------------------- | ---------------------- |
| 105 mm OTAN   | 13 kg                 | 2,6 kg                 |
| 122 mm (D-30) | 22 kg                 | 4,4 kg                 |
| 152 mm (D-20) | 44 kg                 | 8,8 kg                 |
| 155 mm OTAN   | 44 kg                 | 8,8 kg                 |
| 180 mm (2S7)  | 88 kg                 | 17,6 kg                |
| 203 mm OTAN   | 92 kg                 | 18,4 kg                |

### Obus guidés
Les obus guidés ou « intelligents » sont dotés d'une technologie leur permettant de se guider après le lancement, généralement par l'ajout d'ailettes de direction qui adaptent leur trajectoire lors d'un vol plané non propulsé.
Parmi les obus guidés, on peut citer le M982 Excalibur, un obus de 155 autoguidé par GPS et le M712 Copperhead, guidé par laser.
« La précision [des obus guidés] permet d’éviter les dommages collatéraux, notamment en zones urbaines. Elle permet aussi de réduire l’empreinte logistique : tirer un obus de précision pour traiter une cible qui demandait 24 obus traditionnellement permettra donc de réduire le volume de munitions à transporter et mettre en place », témoigne le général Burkhard.

### Obus anti-char
Les obus RAAM (Remote Anti-Armor Mine), conçus pour l'artillerie de 155 mm, peuvent répandre neuf mines antichars sur une zone délimitée.

## Coût
Il  est difficile d'estimer le prix des obus d'après les sources librement consultables. Ainsi selon certaines sources un obus de 155 mm coûterait 800 $ quand d'autres parlent de 6 000 €.
Un obus RAAM coûterait environ 3 000 €.
Les prix augmentent beaucoup pour les modèles les plus complexes : un obus guidé de 155 mm coûterait environ 60 000 € et l'obus guidé américain M982 Excalibur environ 110 000 $,.